# Eopsylla nuda
Eopsylla nuda är en loppart som beskrevs av Anatol I. Argyropulo 1946. Eopsylla nuda ingår i släktet Eopsylla och familjen mullvadsloppor. Inga underarter finns listade i Catalogue of Life.